# Alegría riojana

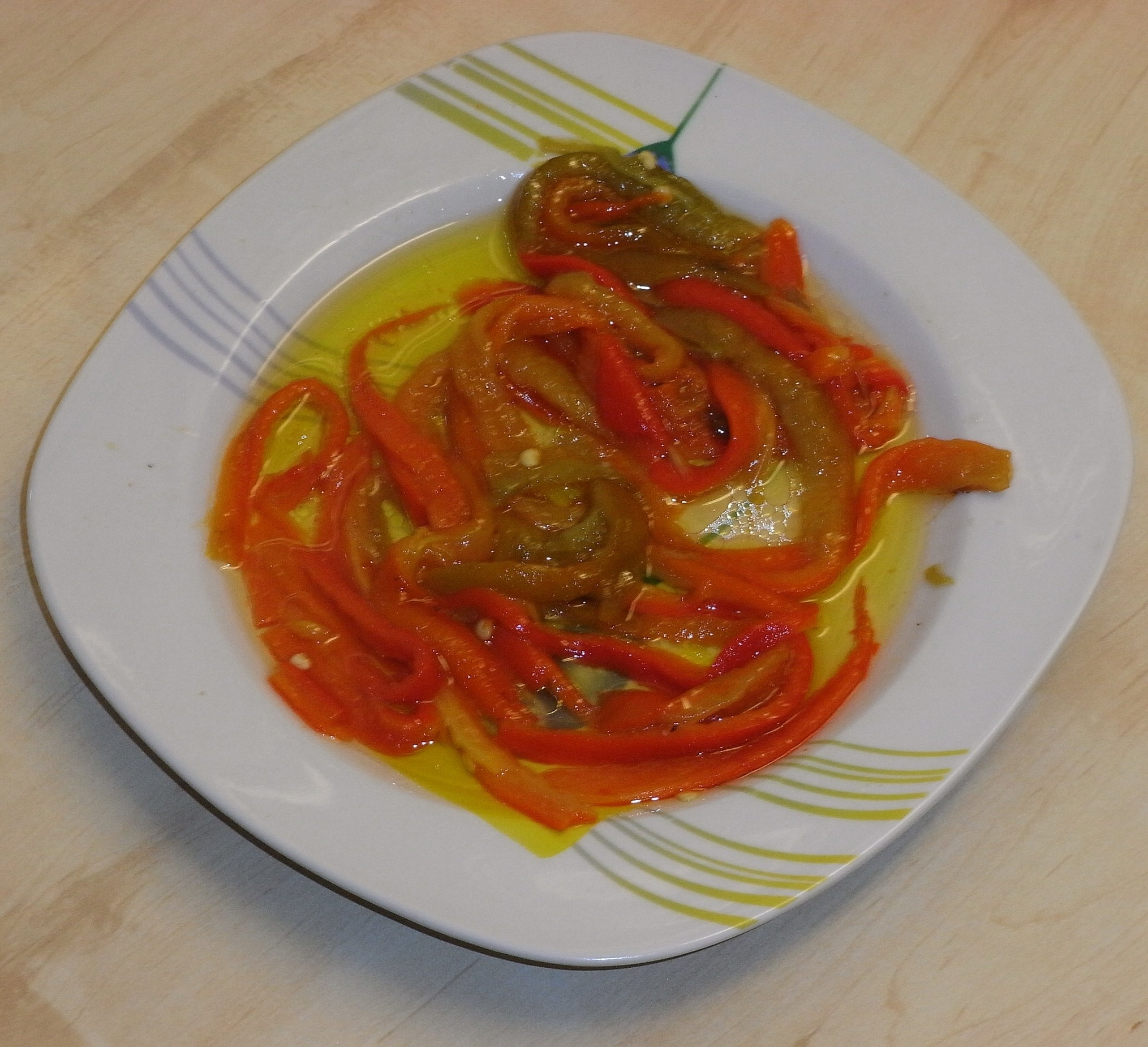
Alegrías riojanas en aceite.

La alegría riojana es una variedad de guindilla originaria de la localidad de Mendavia (Navarra). Suelen participar en diferentes preparaciones culinarias típicas de la cocina riojana. Son muy picantes, de color rojo y con una forma similar al pimiento del piquillo pero de menor tamaño.

## Origen del nombre
En 1945 un pimiento picante denominado como pimiento "Villano" en la Ribera de Navarra, comienza a elaborarse en la fábrica de Conservas J. Vela en Mendavia (Navarra). Se fabrican de la misma forma que el piquillo, asado en horno de leña, derrabado a mano, esterilizado y embotado. Joaquín Vela Martínez decide bautizarlas y comercializarlas bajo la denominación "Alegrías riojanas" por su alto consumo en la Rioja.

## Usos
Suelen utilizarse asadas y hechas tiras con aceite de oliva y un poco de sal, para acompañar tortillas, bocadillos y otros platos.